# Resolutie 2156 Veiligheidsraad Verenigde Naties
Resolutie 2156 van de Veiligheidsraad van de Verenigde Naties werd unaniem door de VN-Veiligheidsraad aangenomen op 29 mei 2014 en verlengde de UNISFA-vredesmacht in Abyei met vier maanden.

## Achtergrond
Al in de jaren 1950 was het zwarte zuiden van Soedan in opstand gekomen tegen het overheersende Arabische noorden. De vondst van aardolie in het zuiden maakte het conflict er enkel maar moeilijker op. In 2002 kwam er een staakt-het-vuren en werden afspraken gemaakt over de verdeling van de olie-inkomsten. Verschillende rebellengroepen waren hiermee niet tevreden en in 2003 ontstond het conflict in Darfur tussen deze rebellen en de door de regering gesteunde janjaweed-milities. Die laatsten gingen over tot etnische zuiveringen en in de volgende jaren werden in Darfur grove mensenrechtenschendingen gepleegd, waardoor miljoenen mensen op de vlucht sloegen.
In februari 2011 stemde een overgrote meerderheid van de inwoners van Zuid-Soedan in een referendum voor onafhankelijkheid. De regio Abyei, die tussen Noord- en Zuid-Soedan lag, werd echter door beide partijen opgeëist, wat tot veel geweld leidde. Meer dan 100.000 inwoners sloegen hierdoor op de vlucht.

## Inhoud
De overeengekomen demilitarisatie van de Veilige Gedemilitariseerde Grenszone en uitvoering van het Gezamenlijk Grenstoezichtsmechanisme waren stilgevallen. Zuid-Soedan bleef het oneens met de locatie van de middenlijn van de grenszone (en dus de grens met Soedan) en had zich daarom tijdelijk teruggetrokken uit het toezichtsmechanisme. De presidenten van beide landen hadden elkaar recent wel gesproken. Ze werden aangespoord te blijven onderhandelen over de status van de regio Abyei en het akkoord van 20 juni 2011 aangaande het oprichten van een administratie — men raakte het niet eens over de samenstelling van de bestuursraad — en politie in het gebied onverwijld uit te voeren. Door de afwezigheid hiervan was er een permanent gevaar voor intracommunautair geweld in de regio.
Het mandaat van de Interim-VN-Veiligheidsmacht voor Abyei werd verlengd tot 15 oktober 2014. Het aantal manschappen ter plaatse werd behouden. De overige manschappen die middels resolutie 2104 waren geautoriseerd zouden pas uitgestuurd worden als het Grenstoezichtsmechanisme werd hervat. In dat verband werd aangedrongen op inspanningen om de middenlijn van de gedemilitariseerde zone vast te leggen. Men herhaalde ook nog eens dat deze middenlijn geen juridische waarde had wat de huidige of toekomstige grens betrof.
De aanwezigheid van het Zuid-Soedanese leger en de Soedanese oliepolitie en de herhaalde komst van (Soedanese) Misseriya-milities in Abyei werd veroordeeld. Het gebied moest gedemilitariseerd worden op UNISFA en de op te richten Abyeise politie na. Verder waren er rapporten dat verschillende gemeenschappen in het gebied zwaar bewapend waren. Deze dienden ontwapend te worden. Beide regeringen moesten ook een vredesconferentie organiseren voor de stamhoofden van de Ngok Dinka en de Misseriya. Ook werd opgeroepen voluit mee te werken aan het onderzoek naar de moord op een blauwhelm en een Ngok Dinka-stamhoofd.

## Verwante resoluties
- Resolutie 2104 Veiligheidsraad Verenigde Naties (2013)
- Resolutie 2126 Veiligheidsraad Verenigde Naties (2013)
- Resolutie 2179 Veiligheidsraad Verenigde Naties

Lijst ·  2133 ·  2134 ·  2135 ·  2136 ·  2137 ·  2138 ·  2139 ·  2140 ·  2141 ·  2142 ·  2143 ·  2144 ·  2145 ·  2146 ·  2147 ·  2148 ·  2149 ·  2150 ·  2151 ·  2152 ·  2153 ·  2154 ·  2155 ·  2156 ·  2157 ·  2158 ·  2159 ·  2160 ·  2161 ·  2162 ·  2163 ·  2164 ·  2165 ·  2166 ·  2167 ·  2168 ·  2169 ·  2170 ·  2171 ·  2172 ·  2173 ·  2174 ·  2175 ·  2176 ·  2177 ·  2178 ·  2179 ·  2180 ·  2181 ·  2182 ·  2183 ·  2184 ·  2185 ·  2186 ·  2187 ·  2188 ·  2189 ·  2190 ·  2191 ·  2192 ·  2193 ·  2194 ·  2195